# Oko (go)
Oko je ve hře go jeden z nejdůležitějších pojmů, úzce související s otázkou života a smrti skupin kamenů. Je tvořeno prázdnými průsečíky, obklopenými vlastními kameny. Skupina je živá, pokud má alespoň dvě pravé oči.

## Souvislost se životem a smrtí
Podle pravidel go lze skupinu kamenů zajmout, pokud s ní nesousedí žádný volný průsečík. Zároveň platí pravidlo, že hráč nesmí svým tahem spáchat sebevraždu (své skupině svým tahem poslední průsečík odebrat). Jedinou výjimkou je tah, který zároveň zajímá soupeřovy kameny (po dokončení tahu má kámen spojení na volné průsečíky, vzniklé odebráním soupeřových kamenů).
Pokud má obklíčená skupina uvnitř sebe jen jeden volný prostor (oko), může jej soupeř vyplnit a tím skupinu zajmout. 
Pokud má skupina uvnitř dva oddělené volné prostory (oči), musel by je soupeř zaplnit naráz. Jinak by zaplněním jednoho z prostorů spáchal sebevraždu, což je zakázáno. Proto dvě oči zajišťují skupině život.
Situace je samozřejmě složitější: pokud je prostor uvnitř skupiny příliš velikým, může tam soupeř vybudovat vlastní živou (dvouokou) skupinu, čímž prostor přestává být okem.

## Pravé a nepravé oko

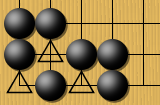
Tři pravé oči

- Pravé oko je takové, které nemůže soupeř narušit.
- Nepravé oko je takové, jehož hraniční kámen může soupeř ohrozit tak, že je hráč donucen oko vyplnit, aby zabránil zajetí hraničního kamene.

## Píchání očí
Píchání očí je taktika, jejímž účelem je zamezit soupeřově skupině ve vzniku dvou ok. Provádí se vhozením vlastních kamenů do nitra soupeřovy skupiny. Výsledkem je buď nepravé oko, nebo pak není možné prostor uvnitř skupiny rozdělit na dvě oči. Skupiny tak mohou být zajaty, některé situace vedou k seki.